# جون ويلد بيك
جون ويلد بيك (بالإنجليزية: John Weld Peck)‏ هو قاضي ومحامي أمريكي، ولد في 5 فبراير 1874 في وويومينغ في الولايات المتحدة، وتوفي في 10 أغسطس 1937 في سينسيناتي في الولايات المتحدة.